# Helen Kasser
Helen Kasser, geborene Helen Wettstein (* 31. März 1913 in Erstfeld; † 13. März 2000 in Herrliberg), war eine Schweizer Künstlerin.

## Leben
Helen Kasser, Bürgerin von Zürich, wuchs in Erstfeld im Kanton Uri als Tochter eines leitenden Beamten der Schweizerischen Bundesbahnen auf. Ab 1929 absolvierte sie die Kunstgewerbeschule Zürich, wo sie bis 1933 bei Ernst Gubler, Otto Meyer-Amden, Otto Morach und Walter Roshardt studierte. Zu Studienzwecken hielt sie sich 1934 und 1937 in Paris und Südfrankreich auf. Wettstein heiratete 1932 den Fotografen und Redaktor Hans Kasser. Ab 1952 lebte das Paar in Herrliberg.
Sie betätigte sich als selbstständige Grafikerin und Malerin, wobei sie Temperamalereien, Zeichnungen, Lithografien, Illustrationen und Collagen in einem gemässigten Expressionismus entwarf.
Kasser illustrierte mehrere Kinderbücher für den Zürcher Verlag Artemis und zahlreiche SJW-Hefte. Ihre Werke wurden in Einzelausstellungen 1951 im Foyer des Schauspielhauses Zürich, 1953 im Städtischen Museum Amsterdam, seit 1960 in Gruppenausstellungen, häufig mit der Zürcher KünstlerInnenvereinigung Graphica, sowie 1973 bis 1998 regelmässig in Herrliberg präsentiert.
Als im Jahr 1975 der Verkehrs- und Verschönerungsvereins Herrliberg die Galerie Vogtei gründete, wurde Kasser nebenberuflich Mitbetreuerin dieser Institution.
Der Nachlass wird, zusammen mit jenem ihres Mannes, in der Zentralbibliothek Zürich aufbewahrt.

## Publikationen (Auswahl)
- Das hässliche Entlein. Ein Märchen. Artemis Verlag, Zürich 1959.
- Die Katze, die für sich allein ging. Eine Geschichte. Artemis Verlag, Zürich 1961.
- Tiere in Feld und Wald. Ein Bilderbuch für kleine Kinder. Artemis Verlag, Zürich 1962.
- Sammlungen Hans Kasser. Eine Orientierung. Ausstellungs-Katalog. Galerie Vogtei, Herrliberg 1979.